# Seguiriya

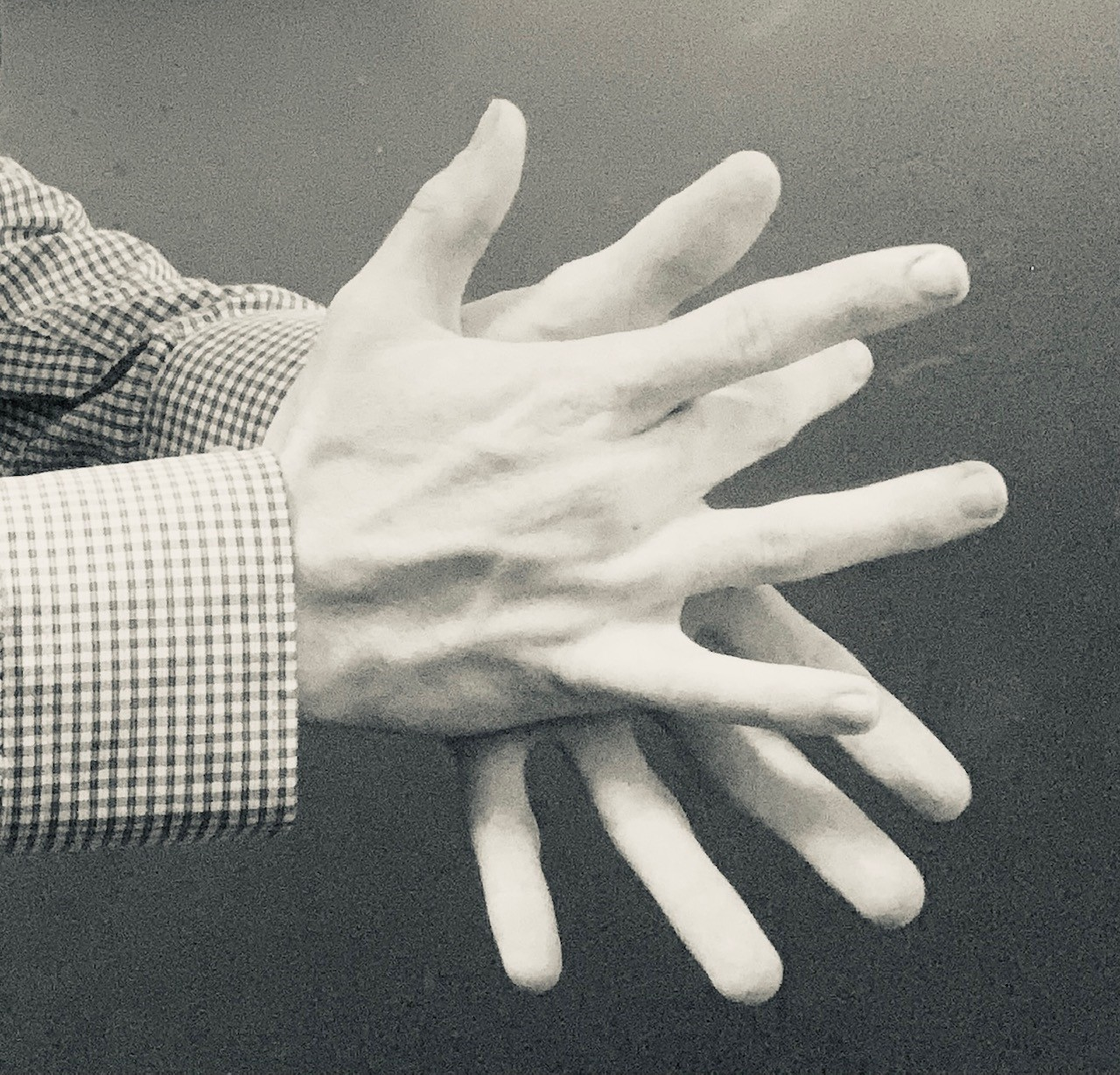
Battement des mains utilisé pour accompagner les danseurs, chanteurs et guitaristes de flamenco.

La seguiriya ou siguiriya est un « palo » (style de chant) du flamenco. Il fait partie des chants de base regroupés sous le terme de cante jondo. C'est un chant libre dont la structure rythmique est de douze temps, qui dans sa forme traditionnelle, se chante accompagné par un guitariste, mais qui est connu également a cappella sous sa forme primitive. Il dérive des chants a palo seco (voix seule), et est apparenté aux livianas et serranas, mais n'a pas de rapport avec la seguidilla qui est une danse andalouse, alors que la seguiriya ne se danse pas à la base.
Le style des seguiriyas varie selon les régions d'Andalousie. Celles de Triana sont les plus anciennes. Les thèmes de ces chants sont souvent tragiques.

## Origine
« Le plus ancien chant à la fois confirmé et attribuable est la siguiriya, associé au nom de Frasco El Colorao, qui date selon toute apparence des années 1840 (…) Or en 1971, a été annoncée une remarquable percée qui dévoile une préhistoire insoupçonnée, d'environ trois siècles, et relie une partie du répertoire jondo à la culture médiévale tardive. » (Le cante jondo, Pierre Lefranc, publication de la faculté des lettres de Nice, p. 35).
On attribue l'invention de ce style au cantaor gitan du début du XIXe siècle, El Planeta, son disciple El Fillo fut l'un des chanteurs les plus représentatifs, il créa plusieurs Seguiriyas qui deviendront des classiques du cante flamenco.

## Répertoires
Les répertoires de la seguiriya sont répartis selon leurs apparitions dans le territoire du cante jondo, qui comprend les provinces de Séville et de Cadix.
Les seguiriyas de Triana sont les plus anciennes, suivent celles de Los Puertos, de Cadix, et de Jerez.
Ces répertoires se développent à partir de la fin du XVIIIe siècle jusqu'aux années 1940.